# Constantă de torsiune

Principalele mărimi care intervin la torsiune: este unghiul de răsucire; M_{t} este momentul aplicat; L este lungimea barei

în rezistența materialelor constanta de torsiune sau coeficientul de torsiune este o proprietate geometrică a secțiunii transversale a unei bare. Apare în relația dintre unghiul de răsucire și momentul aplicat de-a lungul axei barei, pentru o bară liniar elastică omogenă. Constanta de torsiune, împreună cu proprietățile materialului și lungimea, descriu rigiditatea la torsiune a unei bare. Unitatea SI pentru constanta de torsiune este m4.

## Istoric
În 1820 inginerul francez A. Duleau a dedus analitic că constanta de torsiune a unei bare este identică cu momentul de inerție polar al secțiunii normale pe axa z,  Jz, și, presupunând că o secțiune plană înainte de răsucire rămâne plană și după răsucire, iar un diametru rămâne o linie dreaptă, are o ecuație analitică exactă.
Din păcate, această ipoteză este corectă numai în grinzile cu secțiuni transversale rotunde și este incorectă pentru orice altă formă, la care are loc deformarea.
Pentru secțiuni transversale care nu sunt rotunde, nu există ecuații analitice exacte pentru calculul constantei de torsiune. Totuși, există soluții aproximative pentru multe forme.
Secțiunile transversale care nu sunt rotunde, la răsucire au întotdeauna deformații care necesită metode numerice pentru a permite calculul exact al constantei de torsiune.
Rigiditatea la torsiune a grinzilor cu secțiuni transversale care nu sunt rotunde este semnificativ crescută dacă deformarea secțiunilor de capăt este restrânsă, de exemplu la barele încastrate la capete.

## Relații
Pentru o bară cu secțiune transversală uniformă pe toată lungimea sa, unghiul de răsucire (în radiani) {\displaystyle \varphi } este:
{\displaystyle \varphi ={\frac {M_{t}\,L}{G\,J}}}
unde:
Mt este momentul de torsiune aplicat,
L este lungimea barei,
G este modulul de elasticitate transversal al  materialului,
J este constanta de torsiune.
Din relația anterioară se pot defini două mărimi: unghiul de răsucire specifică:
{\displaystyle \theta ={\frac {\varphi }{L}},}
respectiv rigiditatea la răsucire,
{\displaystyle G\,J={\frac {M_{t}}{\theta }}}   care în SI se exprimă în N⋅m2/rad.

## Exemple
Barele cu secțiuni transversale uniforme sunt cazuri particulare.

### Secțiune rotundă
{\displaystyle J_{z}=I_{x}+I_{y}={\frac {\pi r^{4}}{4}}+{\frac {\pi r^{4}}{4}}={\frac {\pi r^{4}}{2}}}
unde r este raza.
Acesta se poate calcula din momentele de inerție axiale, Ix și Iy, care sunt exacte (și identice).
Alternativ se poate scrie: {\displaystyle J_{z}={\frac {\pi D^{4}}{32}}}

unde D este diametrul.

### Secțiune eliptică
{\displaystyle J\approx {\frac {\pi a^{3}b^{3}}{a^{2}+b^{2}}}}
unde
a este semiaxa mare,
b este semiaxa mică.

### Pătrat
{\displaystyle J\approx \,2,25a^{4}}
unde a este jumătatea laturii.

### Dreptunghi
{\displaystyle J\approx \beta ab^{3}}
unde
a este latura mare,
b este latura mică,
{\displaystyle \beta } este cel din tabelul următor:
| a/b | 1,0   | 1,5   | 2,0   | 2,5   | 3,0   | 4,0   | 5,0   | 6,0   | 10    | {\displaystyle \infty } |
| β   | 0,141 | 0,196 | 0,229 | 0,249 | 0,263 | 0,281 | 0,291 | 0,299 | 0,313 | 0,333                   |

Alternativ se poate folosi următoarea ecuație, care dă erori sub 4 %: 
{\displaystyle J\approx ab^{3}\left({\frac {1}{3}}-0,21{\frac {b}{a}}\left(1-{\frac {b^{4}}{12a^{4}}}\right)\right)}
unde
a este latura mare,
b este latura mică.

### Tub cu pereți subțiri de grosime uniformă
{\displaystyle J={\frac {1}{3}}Ut^{3}}
unde
t este grosimea peretelui,
U este perimetrul la mijlocul grosimii peretelui.

### Tub rotund cu pereți subțiri de grosime uniformă, profil deschis
Acesta este un tub cu o fantă tăiată longitudinal prin peretele său. Folosind formula de mai sus:
{\displaystyle U=2\pi r}
{\displaystyle J={\frac {2}{3}}\pi rt^{3}}
unde
t este grosimea peretelui,
r este raza medie.